# 劉瑞恒
劉 瑞恒（りゅう ずいこう）は、中華民国の医師・政治家・慈善活動家。字は月如、月波。

## 事跡

### 医師から政界入り
天津新学書院を経て、1903年（光緒29年）、省立北洋大学に入学する。1906年、アメリカに留学し、ハーバード大学で理学士の学位を取得する。さらに医学研究に転じ、1915年、同大学で医学博士の学位を取得した。同年に帰国し、上海紅十字会総医院などで外科医師を務めている。1918年（民国7年）、私立北京協和医学校外科副教授となり、後に副校長に昇進した。1923年（民国12年）には協和医院院長となっている。
1927年（民国16年）3月、劉瑞恒は武漢国民政府で衛生部長に任ぜられた。翌年11月、南京国民政府でも衛生部常務次長となり、1929年（民国18年）11月、部長代理を務めている。1930年（民国19年）4月、正式に衛生部長に昇進した。劉は中央医院と中央衛生実験院を創設していずれでも院長を務め、軍事委員会軍医総監部総監も兼ねている。また、国際連盟で公共衛生顧問を務め、12月、禁煙委員会委員長も兼任した。同月に衛生部はいったん廃止され、内政部衛生署として内政部に吸収されてしまう。劉はそのまま衛生署署長を務めた。
1931年（民国20年）6月、劉瑞恒は国民政府委員に任ぜられ、11月には全国経済委員会委員も兼ねた。翌年6月、淞滬戦区善後籌備委員会委員となる。1933年（民国22年）5月、行政院復興農村委員会組織委員となり、9月には勘察黄河水災専員・黄河水災救済会衛生組主任に任ぜられた。10月、全国経済委員会衛生実験処処長となる。翌1936年（民国25年）1月、軍政部軍医総監に任ぜられたが、5月、涜職の嫌疑を受けて逮捕され、7月には中央医院院長の地位は辞任している。しかしまもなく釈放され、引き続き衛生署署長を務めた。12月、衛生署は内政部から行政院直属に移ったが、劉が署長に留任している。

### 戦時中、戦後の活動
日中戦争勃発後の翌1938年（民国27年）3月、内政部禁煙委員会委員となり、4月には中英庚款管理董事会董事も兼ねた。1944年（民国33年）、訪米して駐米大使館中国救済事務組組長となっている。終戦後に帰国し、善後救済総署衛生委員会主任委員や中国医学援助局医学組組長を務めた。また、行政院善後救済総署中国医薬組責任者にもなっている。
国共内戦終盤の1949年（民国38年）に劉瑞恒は台湾へ逃れ、内政部衛生設計委員会主任委員、アメリカ医薬援華会副会長兼駐華代表を務める。1951年（民国40年）、中華民国紅十字会会長に任命された。1954年（民国43年）冬、光復大陸設計研究委員会委員にもなっている。
1961年8月26日、ニューヨークにて病没。享年71。

## 注
1. ↑  徐友春主編『民国人物大辞典 増訂版』2508頁による。劉国銘主編『中国国民党百年人物全書』535頁は「1932年5月30日」とする。
2. ↑  徐同上による。劉同上は、「1938年9月1日」に「黄河水災救済委員会常務委員」に任ぜられた、としている。
3. ↑  劉寿林ほか編『民国職官年表』512頁による。徐同上は「1935年6月」としている。